# Liste des avisos français
Cette liste présente les avisos « modernes » ayant été en service dans la Marine française.

## Avisos de1reclasse
- Classe Aldébaran
  - Aldébaran (1916) - rayé des listes en 1934
  - Algol (1916) - rayé des listes en 1934
  - Altair (1916) - rayé des listes en 1934
  - Antarès (1916) - rayé des listes en 1934
  - Bellatrix (1916) - rayé des listes en 1934
  - Cassiopée (1917) - rayé des listes en 1934
  - Régulus (1917) - rayé des listes en 1934
  - Rigel (1916) - coulé le 2 octobre 1916

- Andromède (1917) - retiré du service en 1940

- Classe Marne
  - Aisne (1918) - démoli en 1939
  - Marne (1917) - sabordé en 1945
  - Meuse (1918) - démoli en 1938
  - Oise (1917) - démoli en 1938
  - Somme (1917) - revendu en 1941
  - Yser (1917) - sabordé en 1942

- Classe Arras[1]
  - Amiens (1920) - FNFL 1040
  - Arras (1918) - FNFL 1040
  - Baccarat (1922) - démoli en 1933
  - Bapaume (1920) - démoli en 1937

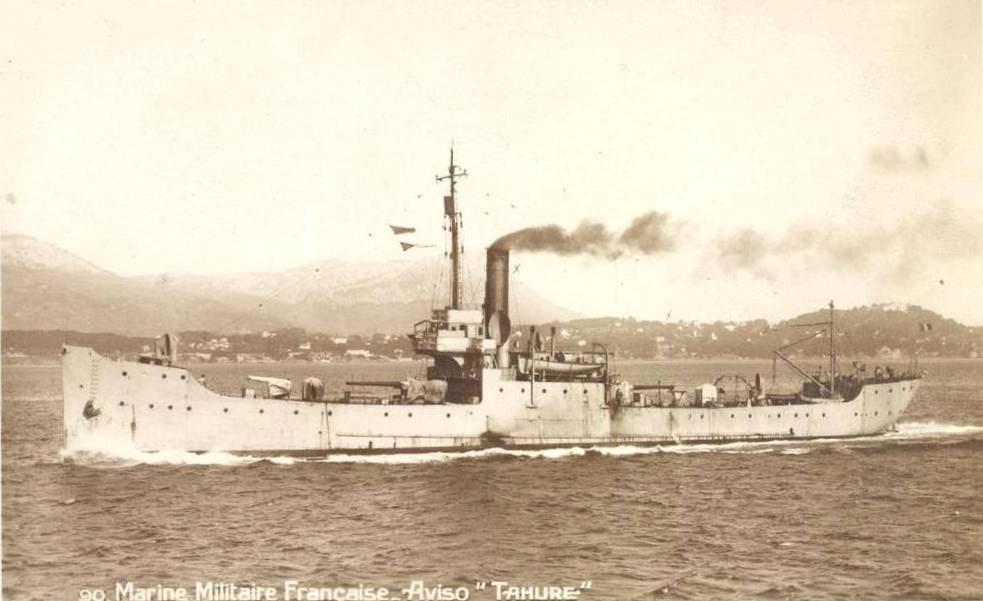
Aviso classe « Arras ».

  - Bar-le-Duc (1920) - abandonné en 1920
  - Belfort (1920) - converti en transport d'hydravions, FNFL 1940
  - Béthune (1922) - démoli en 1934
  - Calais (1920) - revendu en 1946
  - Coucy (1920) - capturé par la Royal Navy en 1940
  - Craonne (1921) - démoli en 1935
  - Dunkerque (1918) démoli en 1942
  - Épernay (1920) - démoli en 1934
  - Épinal (1920) - capturé par la Royal Navy en 1940
  - Lassigny (1920) - rayé des listes en 1941
  - Les Éparges (1920) - sabordé en 1942
  - Liévin (1921) - démoli en 1935
  - Lunéville (1921) - démoli en 1935
  - Montdement (1922) - démoli en 1935
  - Montmirail (1921) - démoli en 1933
  - Nancy (1920) - démoli en 1938
  - Péronne (1921) - démoli en 1935
  - Reims (1918) - démoli en 1938
  - Remiremont (1921) - démoli en 1936
  - Révigny (1921) - démoli en 1937
  - Tahure (1920) coulé en 1944
  - Toul (1920) - démoli en 1935
  - Vauquois (1920) - coulé en 1940
  - Verdun (1920) - démoli en 1938
  - Vimy (1920) - démoli en 1935
  - Vitry-le-François (1921) - démoli en 1935

- Classe Ailette
  - Ailette (1918) - revendu en 1940
  - Escaut (1918) - rayé des listes en 1934

- Classe Scarpe
  - Ancre (1918) - rayé des listes en 1940
  - Scarpe (1918) - rayé des listes en 1938
  - Suippe (1918) - capturé par la Royal Navy en 1940

- Francis Garnier (1948) - ex-Eritrea, dommages de guerre de l'Italie

## Avisos de2eclasse

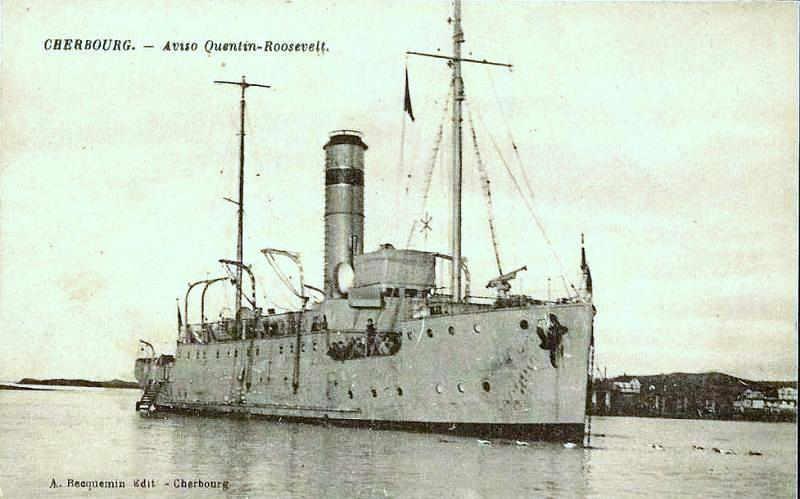
Aviso de 2e classe « Quentin Roosevelt ».

- Classe Ardent (canonnières, reclassées « avisos de 2e classe » en 1939)
  - Agile (1916) - rayée des listes en 1933
  - Alerte (1916) - rayée des listes en 1936
  - Ardent (1916) - rayée des listes en 1936
  - Audacieuse (1917) - démolie en 1940
  - Batailleuse (1917) - coulée comme cible en 1938
  - Belliqueuse (1917) - rayée des listes en 1928
  - Boudeuse (1916) - vendue à la Roumanie en 1920
  - Capricieuse (1916) - rayée des listes en 1934
  - Courageuse (1916) - rayée des listes en 1920
  - Curieuse (1916) - rayée des listes en 1926
  - Dédaigneuse (1917) - sabordée en 1942
  - Emporté (1916) - rayée des listes en 1928
  - Espiègle (1916) - rayée des listes en 1920
  - Étourdi (1916) - sabordée en 1940
  - Éveillé (1917) - rayée des listes en 1928
  - Gracieuse (1916) - rayée des listes en 1938
  - Impétueuse (1917) - rayée des listes en 1938
  - Inconstant (1916) - rayée des listes en 1933
  - Malicieuse (1916) - rayée des listes en 1939
  - Moqueuse (1916) - échouée en 1923
  - La Railleuse - rayée des listes en 1920
  - Sans Souci  (1916) - rayée des listes en 1936
  - Tapageuse (1916) - passe aux FNFL en 1942, démolie en 1944

- Classe Friponne (canonnières, reclassées avisos)
  - Bouffonne (1917) - rayé des listes en 1925
  - Chiffonne (1917) - vendu à la Roumanie en 1920
  - Diligente (1917) - capturé par la Royal Navy en 1940
  - Engageante (1917) - FNFL 1942, rayé des listes en 1944
  - Impatiente (1917) - vendu à la Roumanie en 1920
  - Friponne (1917) - vendu à la Roumanie en 1920
  - Mignonne (1917) - vendu à la Roumanie en 1920
  - Surveillante (1917) - rayé des listes en 1938

- Luronne

- Classe Vaillante[2]
  - Vaillante (1917) - rayé des listes en 1932
  - Conquérante (1917) - capturé par la Royal Navy en 1940

- Flamant (1916) - renommé Quentin Roosevelt en 1918

- Classe Dubourdieu
  - Du Chaffault (1918) - rayé des listes en 1938
  - Du Couëdic (1920) - rayé des listes en 1939
  - Dubourdieu (1918) - coulé en 1942
  - Dumont D'Urville (1919) - renommé Enseigne Henry en 1929, rayé des listes en 1933
  - Duperré (1920) - rayé des listes en 1933

## Avisos coloniaux

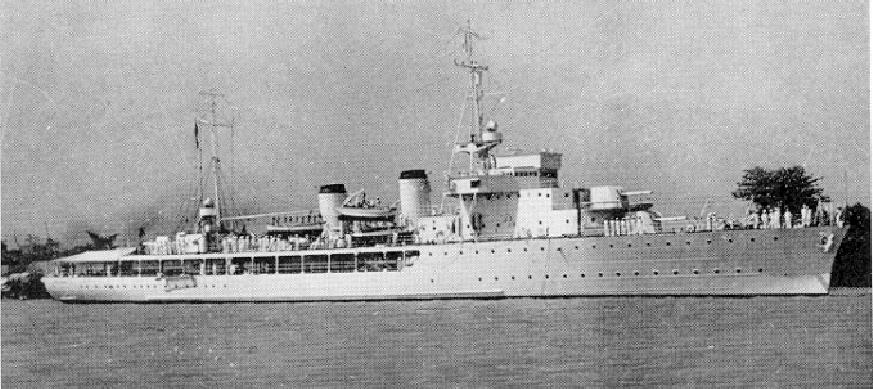
Aviso colonial, classe Bougainville.

- Classe Bougainville (lancés entre 1931 et 1939)[3]
  - Bougainville
  - Dumont d'Urville
  - Savorgnan de Brazza
  - D'Entrecasteaux
  - Rigault de Genouilly
  - Amiral Charner
  - D'Iberville
  - La Grandière

- Classe Commandant Rivière (aviso-escorteur)
  - Victor Schœlcher (1962) - vendu à l'Uruguay en 1988
  - Commandant Bory (1964) - désarmé en 1996
  - Amiral Charner (1962) - vendu à l'Uruguay en 1991
  - Doudart de Lagrée (1963) - désarmé en 1991
  - Balny (1970) - désarmé en 1994
  - Commandant Rivière (1962) - désarmé en 1984
  - Commandant Bourdais (1963) - vendu à l'Uruguay en 1990
  - Protet (1962) - désarmé en 1992
  - Enseigne de vaisseau Henry (1963) - désarmé en 1996

## Avisos dragueurs de mines
- Classe Élan

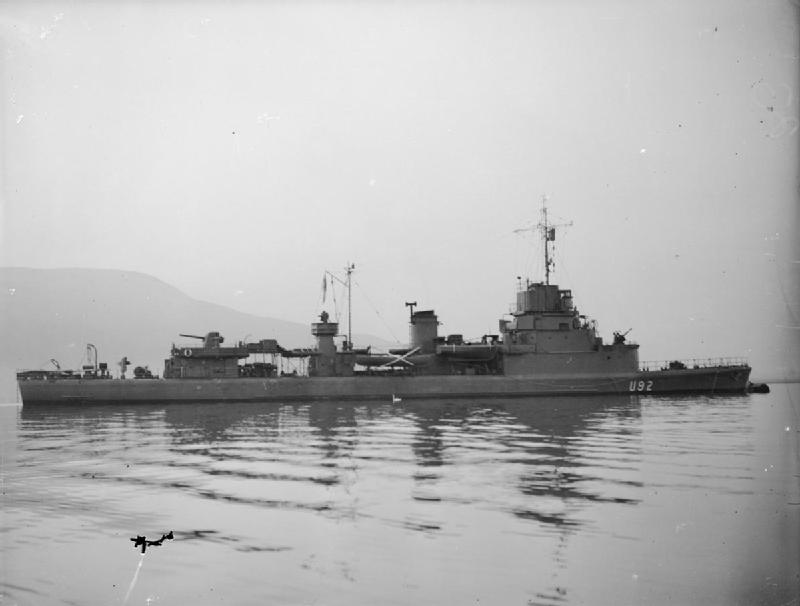
Aviso dragueur de mines, classe Élan.

  - Élan (1938) - retiré du service en 1958
  - La Batailleuse (1939) - sabordé en 1945
  - La Boudeuse (1940) - retiré du service en 1958
  - La Capricieuse (1939) - retiré du service en 1964
  - Commandant Bory (1939) - retiré du service en 1953
  - Commandant Delage (1939) - retiré du service en 1960
  - Commandant Dominé (1939) - retiré du service en 1960
  - Commandant Duboc (1939) - retiré du service en 1963
  - Commandant Rivière (1939) - coule en 1943
  - La Curieuse (1939) - sabordé en 1944
  - La Gracieuse (1939) - retiré du service en 1958
  - L'Impétueuse (1940) - sabordé en 1944
  - La Moqueuse (1940) - sabordé en 1944

- Classe Chamois
  - Chamois (1938) - coulé en 1943
  - Chevreuil (1939) - 1959 : déclassé, puis vendu à la Tunisie et renommé Destur ou Destour
  - Gazelle (1939) - retiré du service en 1961
  - Surprise (1939) - coulé en 1942 par le HMS Brilliant (en)
  - Annamite (1939) - revendu au Maroc en 1961 et renommé El Lahiq
  - Bisson (1946) - démoli en 1964
  - Commandant Amyot d'Inville (1947) - retiré du service en 1966
  - Commandant de Pimodan (1947) - retiré du service en 1976

## Avisos type A 69 Classe-d'Estienne d'Orves
- Classe d'Estienne d'Orves

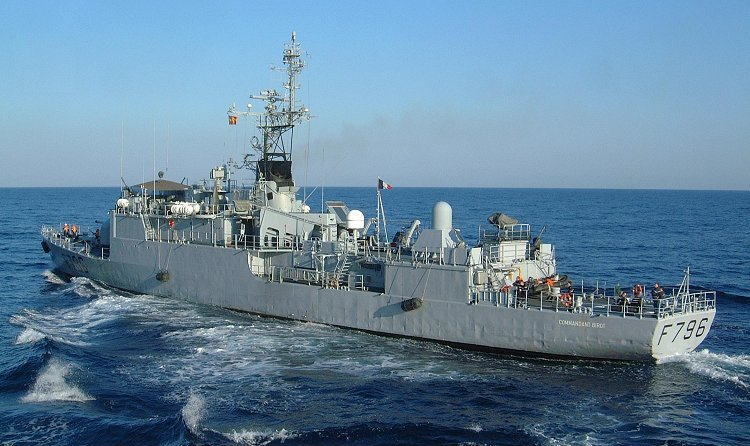
Aviso, classe d'Estienne d'Orves.

  - d'Estienne d'Orves (1976) - Vendu à la Marine turque en 2002
  - Amyot d'Inville  (1976) - Vendu à la Marine turque en 2002
  - Drogou (1976) - Vendu à la Marine turque en 2001
  - Détroyat (1977) - Désarmé en 1997
  - Jean Moulin (1977) - Désarmé en 1999
  - Quartier-Maître Anquetil (1979) - Vendu à la Marine turque en 2000
  - Commandant de Pimodan (1978) - Vendu à la Marine turque en 2000
  - Second-Maître Le Bihan (1979) - Vendu à la Marine turque en 2002
  - Lieutenant de vaisseau Le Hénaff (1980) - Retiré du service actif en 2020
  - Lieutenant de vaisseau Lavallée (1980) - Désarmé en 2019 [4],[5]
  - Commandant L'Herminier (1986) -  Désarmé en 2019 [4],[5]
  - Premier-Maître L'Her (1981) - Désarmé en 2025
  - Commandant Blaison  (1981) - En service
  - Enseigne de vaisseau Jacoubet (1982) - En service
  - Commandant Ducuing (1983) - En service
  - Commandant Birot (1984) - En service
  - Commandant Bouan (1984) - En service